# Les Vieux Murs
Pour plus de détails, voir Fiche technique et Distribution.
Les Vieux Murs (Старые стены) est un film soviétique réalisé par Viktor Tregoubovitch, réalisé en 1973, et sorti le 11 mars 1974.

## Fiche technique
- Photographie : Eduard Rozovski
- Musique : Georgi Portnov
- Décors : Gratchia Mekinian, Natalia Kotchergina
- Montage : Margarita Chadrina
- Date de sortie :
  - Union des Républiques socialistes soviétiques : 11 mars 1974

## Distribution
- Lioudmila Gourtchenko : Anna Smirnova
- Armen Djigarkhanian : Volodya
- Yevgeniya Sabelnikova : Irina,doch Anny (comme Ye. Sabelnikova)
- Vera Kuznetsova : Babushka (comme V. Kuznetsova)
- Evgeniy Kindinov : Pavlik (comme Ye. Kindinov)
- Fyodor Odinokov : Aleksandr Kolesov (comme F. Odinokov)
- Boris Gusakov : Viktor Petrovich glavnyy inzhener (comme B. Gusakov)
- Valentina Ananina : Anna Nikitichna (comme V. Ananyena)
- Boris Arakelov : Yermakov (comme B. Arakelov)
- Alla Budnitskaya : Ninochka (comme A. Budnitskaya)
- Maya Bulgakova : Tonya Yermakova (voix)
- Aleksandr Demyanenko : Arkadiy (voix)
- Lyudmila Kolpakova : tyotya Natasha (comme L. Kolpakova)
- Alekseï Konsovski : Pavlik (voix)
- Vsevolod Kuznetsov : Pavel Ivanovich (comme V. Kuznetsov)
- Aleksandr Lebedev : (comme A. Lebedev)
- Yelena Maksimova : Rabotnitsa fabriki (comme A. Maksimova)
- Lyubov Malinovskaya : Yevdokiya Yevsyukova (comme L. Malinovskaya)
- Andreï Mironov : Arkadiy Nikolayevich (comme A. Mironov)
- Vil Okun : Song performer (voix chantante)
- Lyubov Tishchenko : Tonya Yermakova (comme L. Tishchenko)
- Marina Tregubovich : Devochka v elektriche
- Yelena Valayeva : Alya Voznesenskaya (comme Ye. Valayeva)
- Nina Zorskaya : (comme N. Zorskaya)
- Gennadi Beglov : Gena (non crédité)
- Anatoli Grebnev : Muzhchina y telefona-avtomata (non crédité)
- Nikolay Kryukov : Otdykhayushchiy (non crédité)
- Iya Marks : maty Yevsyukovoy (non crédité)
- Grachya Mekinyan : Otdykhayushchiy (non crédité)
- Eduard Rozovsky : Estradniy pevets (non crédité)
- Vladimir Semenets : Sukharev (non crédité)
- Viktor Tregoubovitch : Konferanse (non crédité)